# Copa Colômbia de Futebol de 2009
A Copa Colômbia de Futebol de 2009 foi a sexta edição do torneio oficial que enfrenta os clubes das categorias Primera A e Primera B de futebol profissional na Colômbia. Começou em 4 de março e terminou em 18 de novembro. O campeão do torneio foi Santa Fe, que venceu por 5-4 nas penalidades (depois de empatar no agregado em 3-3) ao Deportivo Pasto, ganhando uma vaga na Copa Sul-Americana de 2010.

## Sistema
Igual o da edição 2008, as 36 equipes afiliadas à División Mayor del Fútbol Colombiano (Dimayor) tomam parte do torneio, divididos em seis grupos com o mesmo número de equipes que se enfrentaram todos contra todos em 10 datas. Ao término das tais, os dois primeiros de cada grupo avançam para a segunda fase. Em que o campeão passa para a fase de grupos como o melhor pior do grupo.
Depois, entre as 12 equipes haverá enfrentamentos diretos, seis serão eliminados e na terceira fase três avançarão às semifinais, mais o melhor perdedor.  As quatro equipes se enfrentam nas semifinais e os vencedores disputam a final do torneio.

## Resultados

### Fase de grupos regional
Este foi o sistema de grupos aprovado para a realização do torneio.

#### Grupo A
Equipes pertencentes à Região Caribe (Colômbia).
| Equipo             | Pts | PJ | PG | PE | PP | GF | GC | DIF |
| ------------------ | --- | -- | -- | -- | -- | -- | -- | --- |
| Atlético La Sabana | 22  | 10 | 7  | 1  | 2  | 19 | 11 | 8   |
| Junior             | 21  | 10 | 6  | 3  | 1  | 18 | 7  | 11  |
| Barranquilla F. C. | 18  | 10 | 5  | 3  | 2  | 13 | 11 | 2   |
| Real Cartagena     | 11  | 10 | 3  | 2  | 5  | 9  | 14 | -5  |
| Valledupar F. C.   | 9   | 10 | 3  | 0  | 7  | 10 | 17 | -7  |
| Unión Magdalena    | 4   | 10 | 1  | 1  | 8  | 6  | 15 | -9  |

| Fecha        | Local        |     | Visitante    |            | Local     |              | Visitante    |     | Local        |     | Visitante    |
| ------------ | ------------ | --- | ------------ | ---------- | --------- | ------------ | ------------ | --- | ------------ | --- | ------------ |
| 4 de marzo   | Junior       | 2:0 | Magdalena    |            | Cartagena | 1:2          | La Sabana    |     | Valledupar   | 0:1 | Barranquilla |
| 11 de marzo  | Barranquilla | 1:1 | Cartagena    | Magdalena  | 2:1       | Valledupar   | La Sabana    | 1:1 | Junior       |     |              |
| 25 de marzo  | Junior       | 2:3 | Barranquilla | Valledupar | 3:0       | Cartagena    | Magdalena    | 1:2 | La Sabana    |     |              |
| 15 de abril  | Barranquilla | 1:1 | Magdalena    | Junior     | 2:0       | Cartagena    | Valledupar   | 3:2 | La Sabana    |     |              |
| 6 de mayo    | La Sabana    | 3:1 | Barranquilla | Junior     | 4:1       | Valledupar   | Magdalena    | 1:2 | Cartagena    |     |              |
| 20 de mayo   | Magdalena    | 1:2 | Junior       | La Sabana  | 2:0       | Cartagena    | Barranquilla | 1:0 | Valledupar   |     |              |
| 3 de junio   | Valledupar   | 1:0 | Magdalena    | Junior     | 3:0       | La Sabana    | Cartagena    | 2:3 | Barranquilla |     |              |
| 29 de julio  | La Sabana    | 2:0 | Magdalena    | Cartagena  | 2:0       | Valledupar   | Barranquilla | 0:0 | Junior       |     |              |
| 5 de agosto  | La Sabana    | 4:1 | Valledupar   | Magdalena  | 0:1       | Barranquilla | Cartagena    | 1:1 | Junior       |     |              |
| 12 de agosto | Barranquilla | 1:2 | La Sabana    | Cartagena  | 1:0       | Magdalena    | Valledupar   | 0:1 | Junior       |     |              |

#### Grupo B
Equipes pertencentes à Paisa